# Jana Kolářová
Jana Kolářová (* 2. dubna 1974 Olomouc) je česká bohemistka a literární historička působící na Filozofické fakultě Univerzity Palackého v Olomouci.

## Život
Roku 1997 získala Jana Kolářová na Filozofické fakultě Univerzity Palackého akademický titul magistr pro obor česká a latinská filologie. Následně do roku 1999 absolvovala interní postgraduální studium oboru česká literatura na téže fakultě. V letech 1998 a 1999 navíc na prostějovském na Cyrilometodějském gymnáziu vyučovala latinu. Od roku 1999 pak působí na Katedře bohemistiky Filozofické fakulty Univerzity Palackého v Olomouci. V roce 2002 zakončila obhajobou disertační práce na téma „Jedna z podob renesančního manýrismu: Básnické dílo Pavla z Jizbice“ svá postgraduální studia na této katedře, v nichž se zaměřovala na starší českou literaturu. O ní spolu s dějinami knižní kultury na vysoké škole přednáší. Ve svém odborném bádání se zaměřuje na raněnovověkou literaturu se zaměřením na latinsky psaná díla z období humanismu. Spolu s Janou Vrajovou, Erikem Gilkem a Petrem Komendou pracovala na výzkumném záměru „Dějiny a kultura Moravy jako modelu regionu“. Výsledky jejich studia posléze prezentovali ve sbornících Studia Moravica či Studia Bohemica.

## Dílo
Jana Kolářová je také literárně činná:
- KOLÁŘOVÁ, Jana; STRNADOVÁ, Karla. Dělání mnohých knih žádného konce není. 1. vyd. Olomouc: Univerzita Palackého v Olomouci, 2011. 236 s. ISBN 978-80-244-2879-6.
- PETRŮ, Eduard; KOLÁŘOVÁ, Jana; SCHNEIDER, Jan; CHOMISZAKOVÁ, Iva. Studie o literatuře (a filmu). 1. vyd. Olomouc: Univerzita Palackého v Olomouci, 2013. 236 s. ISBN 978-80-244-3447-6.
- LEUNCLAVIUS, Johannes; PETRŮ, Eduard; KOLÁŘOVÁ, Jana; KOHOUTOVÁ, Tereza. Kronika nová o národu tureckém. 1. vyd. Olomouc: Univerzita Palackého v Olomouci, 2013. 615 s. ISBN 978-80-244-3660-9.
- MACHALA, Lubomír, a kol. Panorama české literatury. 1. vyd. Díl 1. Praha: Knižní klub, 2015. 607 s. ISBN 978-80-242-4818-9.
- GILK, Erik; KOLÁŘOVÁ, Jana; MACHALA, Lubomír; MALÝ, Radek; POŘÍZKOVÁ, Lenka; SCHNEIDER, Jan. Panorama české literatury. 1. vyd. Díl 2. Praha: Knižní klub, 2015. 303 s. ISBN 978-80-242-5054-0.

## Rodina
Kolářová pochází z učitelské rodiny z Prostějova, kde matka Jarmila pedagogicky působila na Gymnáziu Jiřího Wolkera a otec Václav po dobu šestnácti let dělal ředitele na Reálném gymnáziu a základní škole města Prostějova. Má mladšího bratra Ondřeje, jenž je evangelický duchovním ve Farním sboru Českobratrské církve evangelické v Praze 8 – Kobylisích a překladatelem.